# Orto Botanico - Università della Calabria
Orto Botanico - Università della Calabria este o arie protejată (arie specială de conservare — SAC, sit de importanță comunitară — SCI) din Italia întinsă pe o suprafață de 8,06 ha, integral pe uscat.

## Localizare
Centrul sitului Orto Botanico - Università della Calabria este situat la coordonatele 39°21′32″N 16°13′48″E / 39.358889°N 16.23°E.

## Înființare
Situl Orto Botanico - Università della Calabria a fost declarat sit de importanță comunitară în septembrie 1995 pentru a proteja 25 de specii de animale. Situl a fost protejat și ca arie specială de conservare în iunie 2017.

## Biodiversitate
Situată în ecoregiunea mediteraneană, aria protejată conține 3 habitate naturale: Păduri de stejar alb estice, Galerii de Salix alba și de Populus alba, Iazuri temporare mediteraneene.
La baza desemnării sitului se află mai multe specii protejate:
- păsări (23): pițigoi codat (Aegithalos caudatus), sticlete (Carduelis carduelis), Cettia cetti, florinte (Chloris chloris), porumbel gulerat (Columba palumbus), pițigoi albastru (Cyanistes caeruleus), lăstun de casă (Delichon urbicum), ciocănitoare pestriță mare (Dendrocopos major), rândunică (Hirundo rustica), privighetoare (Luscinia megarhynchos), prigoare (Merops apiaster), grangur (Oriolus oriolus), pițigoi mare (Parus major), vrabie de câmp (Passer montanus), ciocănitoarea verde (Picus viridis), pițigoi-pungar (Remiz pendulinus), cănăraș (Serinus serinus), țiclete (Sitta europaea), guguștiuc (Streptopelia decaocto), silvie cu cap negru (Sylvia atricapilla), silvie mediteraneană (Sylvia melanocephala), pănțărușul (Troglodytes troglodytes), mierlă (Turdus merula)
- nevertebrate (2): croitorul mare al stejarului (Cerambyx cerdo), Euplagia quadripunctaria

Pe lângă speciile protejate, pe teritoriul sitului au mai fost identificate 4 specii de plante, 5 specii de amfibieni, 1 specie de nevertebrate, 7 specii de reptile.